# مجزرة عرب المواسي
مجزرة عرب المواسي، هي مجزرة ارتكبتها القوات الإسرائيلية وفي 2 نوفمبر 1948 شرقي سهل البطوف على أراضي قرية عيلبون، ضد عائلات بدوية تنتمي لعشيرة المواسي، وقد راح ضحيتها 15 رجلاً وشابًا.
سكنت عائلة عيسات وهي جزء من العشيرة إلى الشرق من قرية عيلبون في أرض تسمى سابانا، وحصلت المجزرة بعد ثلاث أيام فقط من مجزرة عيلبون المجاورة، وبعد الهدنة الثانية بين الجيوش العربية والقوات الإسرائيلية. حيث حضرت وحدة من القوات الصهيونية إلى أرض سابانا مساء يوم 2/11/1948 وجمعت عددا من الشبان، اتهمتهم بمساعدة جيش الانقاذ، اختارت من بينهم 16 شابا، ثم اقتادتهم إلى الطرف الغربي من قرية عيلبون عند مدخل سهل البطوف الشرقي، في موقع يعرف باسم “باب الثنايا” وهناك قامت باعدامهم رميًا بالرصاص، وكان من بينهم اخوة وأبناء عائلة واحدة.
نجا رجل واحد من المجزرة يدعى سعد محمد الذيب والذي كشف تفاصيل المجزرة، ووفق شهادات عيان بقيت جثث الضحايا منثورة ومعرضة في الخلاء دون دفنها لايام عديدة، حتى تمكن افراد من العشيرة بالنهاية من جمع الجثث ودفنها في مقبرة جماعية داخل مغارة في خربة البطوف الواقعة شرقي سهل البطوف، وبعد ما يزيد عن العشرين عام تم نقل رفاتهم إلى قبر خاص في قرية عيلبون، وتم تخليدهم في نصب تذكاري يحمل أسمائهم.
كانت عشيرة المواسي واحدة من العشائر المعروفة في فلسطين، ووصل عدد أفرادها في منطقة الجليل وطبريا وصفد أكثر من 2000 نسمة أنذاك، سكن جزء منها في خربة الوعرة السوداء بين عيلبون وحطين، وتم تهجيرهم في 18 أبريل 1948. مع سقوط حطين. بعد عام 1948 بقي جزء من عشيرة المواسي في قرية عيلبون، ونزح بعضهم إلى قرية دير حنا فيما قامت إسرائيل بترحيل الغالبية العظمى من العشيرة إلى سوريا.

## أسماء الضحايا[2]
1) عطية حمود رشيد (عيسات)
2) معجل عطية حمود رشيد (عيسات)
3) مقبل عطية حمود رشيد (عيسات)
4) صالح عبد الله حمود رشيد (عيسات)
5) سعيد محمد قاسم (زهران)
6) أسعد محمد قاسم (زهران) 
7) باير حسن طه (زهران)
8) محمد محمود طه (زهران)
9) حسين إبراهيم أحمد  (زهران)
10) حسن قاسم وحش (زهران)
11) محمود حسن النادر (العوايدا)
12) أحمد حسن النادر (العوايدا)
13) صالح يوسف الرملي (عيسات)
14) نايف أسعد عيسات (عيسات)
15) خالد عبدو النادر (العوايدا)